# Knopig helmkruid
Knopig helmkruid (Scrophularia nodosa) is een plant uit de helmkruidfamilie (Scrophulariaceae). Het is een tamelijk hoge, bijna onbehaarde plant die voorkomt op vochtige, voedselrijke plaatsen, zoals boszomen, kapvlakten en bermen.

## Kenmerken
De bloemen zijn roodbruin en lokken bijen, hommels en wespen. De kroonbuis is groengeel, bolvormig en heeft vijf stompe lippen waarvan de twee bovenste iets langer zijn dan de rest. De kelk is vijftandig.
Er is sprake van een smalle bloeiwijze van bijschermen, die bloeien van juni tot september.
De stengel is vierkantig. De bladeren zijn eirond tot langwerpig-eirond, ze hebben een hart- of wigvormige voet en zijn 6–13 cm lang. De bladranden zijn gezaagd. Soms heeft de gehele plant een donkerbruinrode kleur.
Knopig helmkruid heeft een eivormige doosvrucht.

## Ecologie
Het knopig helmkruid is waardplant voor Eupithecia satyrata, Perizoma didymatum, Shargacucullia gozmanyi, Shargacucullia prenanthis, Shargacucullia scrophulariae , Shargacucullia scrophulariphila, Cionus scrophulariae, Cionus tuberculosus en de bladwesp Tenthredo scrophulariae.

## Plantengemeenschap
Het knopig helmkruid is een kensoort voor de klasse van eiken- en beukenbossen op voedselrijke grond.